# 황화 아연
황화 아연(Zinc sulfide)은 화학식 ZnS을 갖는 무기 화합물이다. 자연에서 발견되는 아연의 주요 형태이며 광물 섬아연석으로서 주로 발생한다. 이 광물이 보통 검은색인 이유는 다양한 불순물 때문에 순수 물질은 백색이며 색소로서 널리 사용된다. 합성 형태의 황화 아연은 투명할 수 있으며 빛과 적외선광학 처리를 위한 창문으로 사용된다.

## 생성
ZnO + H2S → ZnS + H2O

### 연구실 준비
Zn2+ + S2− → ZnS